# Auckland International 1980
Die Auckland International 1980 im Badminton fanden vom 11. bis zum 14. Juni 1980 in Auckland statt.

## Finalresultate
| Disziplin    | Sieger                     | Finalist                  | Ergebnis         |
| ------------ | -------------------------- | ------------------------- | ---------------- |
| Herreneinzel | Syed Modi                  | Heryanto                  | 15-11, 15-3      |
| Dameneinzel  | Tjan So Gwan               | Imelda Wiguna             | 9-11, 11-2, 11-6 |
| Herrendoppel | Kartono Heryanto           | Bryan Purser Steve Wilson | 15-4, 15-9       |
| Damendoppel  | Tjan So Gwan Imelda Wiguna | Sue Daly Tati Sumirah     |                  |